# Pedro Caino
Pedro Omar Caino Petra (* 29. Juni 1956 in La Paz (Entre Ríos); † 14. August 2014 ebenda) war ein argentinischer Radrennfahrer und nationaler Meister im Radsport.

## Sportliche Laufbahn
Caino war Bahnradsportler und auch im Straßenradsport aktiv. Er war Teilnehmer der Olympischen Sommerspiele 1984 in Los Angeles. Dort startete er im Bahnradsport. In der Einerverfolgung schied er in der Qualifikation aus. In der Mannschaftsverfolgung wurde Argentinien mit Pedro Caino, Gabriel Curuchet, Juan Esteban Curuchet und Eduardo Trillini auf dem 9. Rang klassiert.
Bei den Panamerikanischen Spielen 1979 war er Mitglied des Verfolgungsteams, das die Bronzemedaille in der Mannschaftsverfolgung gewann (Pedro Caino, Carlos Miguel Álvarez, Eduardo Trillini und Juan Carlos Haedo). Er gewann das Rennen 500 Millas del Norte. Bei den Panamerikanischen Meisterschaften 1980 siegte er in der Einerverfolgung und in der Mannschaftsverfolgung sowie im Punktefahren. 1981 gewann er in der Mannschaftsverfolgung erneut mit Eduardo Walter Trillini, Juan Carlos Haedo und Gustavo Kucich.
Die Argentinische Meisterschaft im Straßenrennen der Männer entschied er 1981 für sich. 1977 gewann er die Vuelta al Valle del Cauca, 1982 siegte er im Etappenrennen Vuelta Ciclista del Uruguay.